# Quinto Cecilio Metelo Nepote (cónsul 98 a. C.)
Quinto Cecilio Metelo Nepote (en latín, Quintus Caecilius Metellus Nepos; 135 a. C.-55 a. C.) fue un militar y político de la República romana.

## Vida
Era hijo de Quinto Cecilio Metelo Baleárico. Su sobrenombre, Nepote, es debido probablemente a que fue el nieto mayor de Quinto Cecilio Metelo Macedónico. Este cognomen, Nepote, fue también llevado por uno de sus hijos. Metelo Nepote se esforzó en lograr que su pariente Metelo el Numídico volviera del destierro en el año 99 a. C.
Fue elegido cónsul en 98 a. C. junto a Tito Didio. En este año los dos cónsules hicieron aprobar la ley Cecilia Didia.
Participó en Hispania en campañas contra celtíberos y vacceos, frente a los que sufrió una fuerte derrota. Se casó con su prima Licinia, viuda de Quinto Mucio Escévola, de la que antes había sido amante.[cita requerida]
Fue padre de tres hijos:
- Quinto Cecilio Metelo Céler
- Quinto Cecilio Metelo Nepote
- Cecilia Metela, esposa de Publio Cornelio Léntulo Espínter, fue amante de Publio Cornelio Dolabela[cita requerida]